# 弗拉迪米尔·什蒂马茨
弗拉迪米爾·什蒂马茨（羅馬化：Vladimir Štimac，1987年8月25日—）為塞爾維亞男子籃球運動員，場上位置為中鋒，2014年代表塞爾維亞國家籃球隊參加世界盃籃球賽。
2019-20賽季，什蒂马茨貝爾格勒紅星參加13場歐洲籃球聯賽。2020年8月22日，摩納哥宣布簽下什蒂马茨。9月13日，摩納哥宣布什蒂马茨獲得青岛雄鹰的報價而離隊。10月27日，青岛雄鹰正式完成什蒂马茨在CBA聯賽的註冊事宜。2021年2月2日，什蒂马茨加盟花園城市學院。12月13日，什蒂马茨加入宁波火箭。

## 外部連結
- 弗拉迪米爾·斯蒂馬克在fiba.basketball（英语）
- 弗拉迪米爾·斯蒂馬克在archive.fiba.com（存檔）（英语）
- 弗拉迪米爾·斯蒂馬克在歐洲籃球聯賽官網（英语）
- 弗拉迪米爾·斯蒂馬克在西班牙篮球甲级联赛官網（球員）（西班牙语）
- 弗拉迪米爾·斯蒂馬克在TBLStat.net（英语）
- 弗拉迪米爾·斯蒂馬克在德國籃球甲級聯賽官網（德语）
- 弗拉迪米爾·斯蒂馬克在亞得里亞海聯賽官網（英语）
- 弗拉迪米爾·斯蒂馬克在Basketball-Reference.com（國際）（英语）
- 弗拉迪米爾·斯蒂馬克在Eurobasket.com（球員）（英语）
- 弗拉迪米爾·斯蒂馬克在Proballers（英语）
- 弗拉迪米爾·斯蒂馬克在RealGM（球員）（英语）
- 弗拉迪米爾·斯蒂馬克在中国篮球数据库
- 弗拉迪米爾·斯蒂馬克在Olympics.com（英语）
- 弗拉迪米爾·斯蒂馬克在Olympedia（英语）
- 弗拉迪米爾·斯蒂馬克在Olympic Committee of Serbia（塞尔维亚语）